# Fergusson Glacier
Fergusson Glacier är en glaciär i Antarktis. Den ligger i Östantarktis. Australien gör anspråk på området. Fergusson Glacier ligger 468 meter över havet.
Terrängen runt Fergusson Glacier är kuperad åt sydväst, men åt nordost är den platt.  Trakten är glest befolkad. Närmaste befolkade plats är Leningradskaya Station, 16,9 kilometer nordost om Fergusson Glacier. 